# Phanerotoma longicauda
Phanerotoma longicauda är en stekelart som beskrevs av Walley 1951. Phanerotoma longicauda ingår i släktet Phanerotoma och familjen bracksteklar. Inga underarter finns listade i Catalogue of Life.